# Reichsverkehrsdirektion Poltawa
Reichsverkehrsdirektion Poltawa var ett tyskt järnvägsdistrikt som drev järnvägstrafik i delar av det ockuperade Sovjetunionen under andra världskriget. Det sattes upp den 6 september 1941 under namnet Haupteisenbahndirektion Ost som en av fyra Haupteisenbahndirektionen för att ta över driften av de konverterade järnvägslinjerna i de bakre områdena. Det bytte namn till Reichsverkehrsdirektion Poltawa den 15 januari 1942, den 5 september 1942 byttes namnet till Reichsverkehrsdirektion Rostow och uppgick i Reichsverkehrsdirektion Dnjepropetrowsk den 22 november 1942. Direktionen hade sin huvudort i Poltava fram till 5 september 1942 då man flyttade till Rostov-na-Donu. Trots att man bedrev järnvägstrafik i Rikskommissariatet Ukraine hade Rikskommissariatet ingen formell kontroll utan Reichsverkehrsdirektionen löd under Generaldirektion Osten med säte i Warszawa som kontrollerade all järnvägstrafik i öster.

## Organisation
Direktionen hade större avdelningar i följande orter:
Driftsavdelningar
- Dnepropetrovsk
- Dolginzewo
- Nikolajew
- Poltawa
- Zaporizjzja
- Mogilev
- Simferopol
- Snamenka
- Stalino

Maskinavdelningar med lokverkstäder
- Dnepropetrovsk
- Poltawa
- Zaporizjzja
- Simferopol
- Snamenka
- Stalino

Byggnadsavdelningar
- Dnepropetrovsk
- Cherson
- Dolginzewo
- Zaporizjzja
- Simferopol
- Snamenka
- Stalino
- Usel

## Chefer
Direktionens chefer:
- Albert Ganzenmüller 6 oktober 1941-1 juni 1942
- Karl Meyer 2 juni 1942-november 1942